# Jakub Kresa
Jakub Kresa (ur. 19 lipca 1648 w Smržicach, zm. 28 lipca 1715 w Brnie) – czeski matematyk i jezuita, znany z wprowadzenia liczb algebraicznych do trygonometrii i przetłumaczenia Elementów Euklidesa na hiszpański. Dzięki temu przekładowi zyskał sobie przydomek Euklidesa Zachodu.

## Życie
Kresa pochodził z rodziny drobnych posiadaczy ziemskich z gminy Smržice, nieopodal Prościejowa. Edukację rozpoczął od nauki w jezuickim gimnazjum w Brnie, gdzie miał opinię bardzo zdolnego. Miał talent nie tylko do nauk ścisłych ale także do języków, znał biegle hebrajski, niemiecki, łacinę, włoski, hiszpański, francuski i portugalski.
W wieku 19 lat wstąpił do zakonu jezuitów i od 1669 roku nauczał w gimnazjum w Litomierzycach. W 1670 roku przeniósł się do Pragi, gdzie rozpoczął studia filozoficzne na Uniwersytecie Karola, które trwały do 1673 roku. Następnie przebywał przez krótki czas w Litomierzycach, po czym, w 1675 roku, ponownie wyjechał do Pragi gdzie podjął studia teologiczne i matematyczne. W 1680 roku otrzymał święcenia kapłańskie i przez krótki czas przebywał w Telczu.
W 1681 roku Kresa zaczął wykładać hebrajski na uniwersytecie w Ołomuńcu. Tam też obronił doktorat i od 1682 do 1684 roku wykładał matematykę. Pomagał astronomowi i matematykowi, Janowi Taletiusowi, w opracowaniu modelu do obliczeń zaćmień Słońca i Księżyca. Kresa, dzięki swojemu autorytetowi, otrzymywał również misje dyplomatyczne, jak na przykład w 1680 roku, kiedy to był mediatorem między zbuntowanym chłopstwem z północnych Czech a rządem.
W 1684 roku opuścił Ołomuniec i został kierownikiem wydziału Matematyki i wydziału Hebraistyki na Uniwersytecie Karola w Pradze. W tym samym okresie pełnił również posługę duszpasterską w kościele Świętego Zbawiciela w Pradze. Był już wówczas znany w Europie jako znakomity matematyk i poliglota, toteż otrzymał ofertę zostania kierownikiem wydziału Matematyki w Colegio Imperial de Madrid. W 1686 roku Kresa przeniósł się więc do Hiszpanii gdzie spędził następne 15 lat. W celu ułatwienia nauki swoim studentom, przetłumaczył 8 ksiąg Elementów Euklidesa na hiszpański. Przyniosło mu to duże uznanie i od tamtej pory nazywano go często Euklidesem Zachodu. Oprócz pracy w Colegio Imperial, Kresa nauczał także w Akademii Marynarki Wojennej w Kadyksie.
Po śmierci króla Karola II w 1700 roku, Kresa powrócił do Pragi. Krótko po przybyciu obronił doktorat z teologii na Uniwersytecie Karola i zaczął wykładać także teologię. Oprócz tego udzielał prywatnych lekcji z matematyki i pełnił funkcję szefa wydziału matematyki. W pracy naukowej zajmował się przede wszystkim zagadnieniami związanymi z arytmetyką, logarytmami, trygonometrią, ułamkami, algebrą, astronomią oraz architekturą wojskową. Jeden ze studentów Jakuba, hrabia Ferdynand Herbert, zebrał część pism Kresy i opublikował je w 1711 roku na łamach Acta Eruditorum. Cesarz Leopold I wyznaczył Jakuba na osobistego spowiednika swojego syna, arcyksięcia Karola. Towarzyszył Karolowi w jego wyprawie po koronę hiszpańską i po jej sukcesie, do 1713 roku przebywał na półwyspie Iberyjskim. Następnie powrócił do Czech, gdzie rozpoczął współpracę z innym jezuitą, matematykiem Karelem Slavíčkiem. Zmarł w Brnie, w 1715 roku.

## Praca
Rękopisy zawierające teorie Kresy zostały przygotowane do druku przez jego uczniów, Františka Tillischa i Karela Slavíčka, którzy nauczali później w Ołomuńcu. Treści które Kresa wykładał na Uniwersytecie Karola, zostały spisane przez studenta znanego jako Krzysztof Jan, który opublikował je później jako Mathematica in universitate Pragensi tradica a P. Jacobo Kreysa ... excerpta anno 1685. Manuskrypt tej pracy jest dzisiaj przechowywany w bibliotece Klasztoru na Strahowie. W czasach Kresy funkcje trygonometryczne były wyprowadzane za pomocą geometrii, Kresa był pierwszym który wprowadził liczby algebraiczne do trygonometrii.
Śmierć Kresy zbiegła się w czasie z obniżeniem poziomu nauki czeskiej. Był to głównie efekt dogmatycznego podejścia do doktryny katolickiej i niechęć do nowych teorii z zachodu Europy. Po wyjeździe Slavíčka na misję do Chin, mało który uczony czeski prowadził nowatorskie badania. Wprawdzie prace i teorie Newtona, Cassiniego czy Halleya były znane wśród miejscowych ale skłaniali się oni bardziej do starszych teorii, opartych na pracach Arystotelesa czy Ptolemeusza. Minęło ćwierć wieku zanim doszło do ożywienia. Było ono efektem pracy nowych uczonych, takich jak Jan Antonín Scrinci czy Joseph Stepling.

## Ważniejsze prace
- Theses mathematicae defendidas por el Ex. mo Seňor Don Innigo de la Cruz ... en colegio de la Compaňia de Jesus de Ciudad de Cadiz, Cadiz, 1688
- Elementes geometricos de Euclides, los seis primeros Libros de los planos, etc., Bruksela, 1689
- Arithmetica Tyro-Brunensis curiosa varietate et observatione communi quidem omnium fructui, sed praeprimis Tyronibus Mathemetum utilis, Praga, 1715
- Analysis speciosa trigonometriae sphericae, etc. Praga, 1720